# Kastrup BK

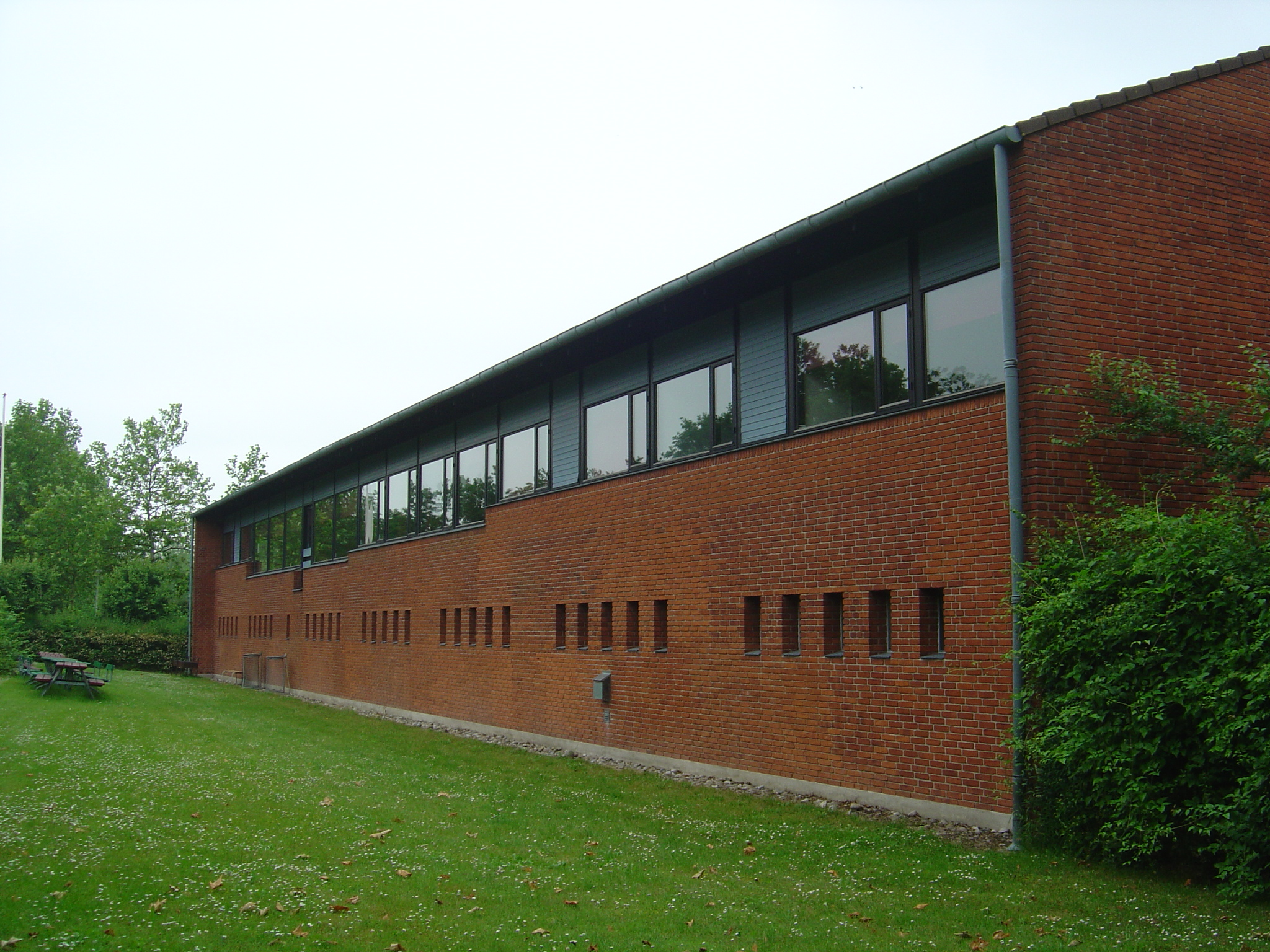
Clubhuis van Kastrup BK

Kastrup Boldklub (kortweg Kastrup BK) is een Deense voetbalclub uit Kastrup in de gemeente Tårnby.
De club werd op 4 mei 1933 opgericht als Boldklubben Funkis en nam in 1941 de huidige naam aan. In 1980 nam de club deel aan de Intertoto Cup waar het in een groep achter FC Bohemians 1905 Praag en Werder Bremen als derde eindigde voor Lillestrom SK. In 2002 fuseerde Kastrup BK samen met Tårnby Boldklub tot Amager United. In 2006 trok Kastrup zich terug uit het fusieproject en ging weer zelfstandig verder. In 2011 ging de club op jeugdgebied samenwerken met FC Twente.